# Funció aritmètica

La funció de recompte de primers representada de l'1 al 60 és un exemple de funció aritmètica.

En teoria de nombres, una funció aritmètica, a vegades també anomenada  funció teòrica de nombres, és qualsevol funció f(n) el domini de la qual són els nombres enters positius i el rang de la qual és un subconjunt dels nombres complexos. Hardy i Wright inclouen en la seva definició el requisit que una funció aritmètica "expressa alguna propietat aritmètica de n".
Un exemple de funció aritmètica és la funció divisor, el valor de la qual en un nombre enter positiu n és igual al nombre de divisors de n.
Hi ha una classe més gran de funcions teòriques de nombres que no s'ajusten a la definició anterior, per exemple, les funcions de comptatge primers. Aquest article proporciona enllaços a funcions d'ambdues classes.
Les funcions aritmètiques solen ser extremadament irregulars, però algunes d'elles tenen expansions en sèrie en termes de la suma de Ramanujan.

## Tipus de funcions aritmètiques
Una funció aritmètica a és:
- completament additiva si a(mn) = a(m) + a(n) per a tots els nombres naturals m i n;
- completament multiplicativa si a(mn) = a (m) a(n) per a tots els nombres naturals m i n;

Dos nombres enters m i n s'anomenen coprimers si el seu màxim comú divisor és 1, és a dir, si no hi ha cap nombre primer que els divideixi a tots dos. Aleshores una funció aritmètica a és:
- additiva si a(mn) = a(m) + a(n) per a tots els nombres naturals coprims m i n;
- multiplicativa si a(mn) = a(m) a(n) per a tots els nombres naturals coprims m i n.

## Exemples
- Funció lambda de Carmichael
- Caràcter de Dirichlet
- Funció fi d'Euler
- Funció de Möbius